# Carmen Madorrán Ayerra
Carmen Madorrán Ayerra (Pamplona, 1989) és una filòsofa, professora universitària i activista ecologista i social espanyola.
Llicenciada en Filosofia el 2011, i doctorada el 2017, també disposa d'un màster en Crítica i Argumentació Filosòfica per la Universitat Autònoma de Madrid (UAM) del 2012, i un altre en Bioètica i Dret per la Universitat de Barcelona (UB) del 2019. Des de l'any 2019 treballa com a professora al Departament de Filosofia de la Universitat Autònoma de Madrid, on està implicada en tasques docents i d'investigació, i on ha coordinat el Grup d'Investigació en Humanidats Ecológiques (GHECO), i ha estat directora de l'Escola UAM-Demospaz, membre del Consell de l'Institut Universitari de Drets Humans, Cultura de Pau i no Violència (Demospaz) i de la Càtedra d'Educació per a la Justícia Social. També és membre de l'Associació Fòrum Transicions, del consell editorial de la revista Papeles de relaciones ecosociales y cambio global de FUHEM, i de la revista Mientras Tanto, així com del Grup de Recerca Transdisciplinari sobre transicions socioecològiques i del Grup de Recerca Genealogia del Pensament Contemporani.
Les seves línies de recerca principals estan relacionades amb la reflexió política i moral contemporània en el context de la crisi ecosocial. Entre les seves darreres publicacions es troba, a més de diversos articles en revistes i col·laboracions en obres col·lectives sobre aquests temes, l'obra Necesidades ante la crisis ecosocial. Pensar la vida buena en el Antropoceno (2023). Com a investigadora i científica no s'ha mantingut al marge de l'activisme exològic i social, i més enllà de la seva activitat professional a format part de moviments reivindicatius davant de la crisi climàtica i de biodiversitat, o reclamant una política exterior independent i de pau.